# Irakisch-iranische Beziehungen
Die irakisch-iranischen Beziehungen bezeichnen die bilateralen Beziehungen zwischen dem Irak und der Islamischen Republik Iran. Die Geschichte beider Staaten reicht Jahrtausende in die Vergangenheit zurück. Iran und der Irak haben eine lange gemeinsame Grenze (die längste Grenze für beide Nationen) und in beiden Staaten bestehen heute schiitische Bevölkerungsmehrheiten. Die modernen Beziehungen beide Länder begannen mit der Unabhängigkeit des Iraks 1930. Nach dem Staatsstreich im Irak vom 14. Juli 1958 und dem anschließenden Sturz der Haschemitischen Monarchie, der zum Austritt des Landes aus dem Bagdad-Pakt führte, verschlechterten sich die Beziehungen zwischen den beiden Ländern zunehmend. In den 1960er Jahren kam die Baath-Partei im Irak an die Macht und vertrat eine aggressivere Haltung hinsichtlich territorialer Ansprüche des Iraks in Iran. Nach der islamischen Revolution im Jahr 1979 startete Saddam Hussein eine Invasion Irans in der Hoffnung, die ölreichen Gebiete im Westen Irans erobern zu können. Der Konflikt dauerte acht Jahre und endete mit einer Pattsituation und einem Waffenstillstand. Nach dem Irakkrieg 2003 und dem Sturz Saddams wurde Iran ein einflussreicher Akteur in der irakischen Innenpolitik, hauptsächlich durch die Unterstützung und Finanzierung pro-iranischer schiitischer Gruppierungen. Der zunehmende iranische Einfluss hat auch zu Protesten geführt, so zum Beispiel gegen die Präsenz der von Iran unterstützten bewaffneten Milizen.

## Geschichte

### Frühgeschichte

Islamische Expansion im 7. Jahrhundert

Die Beziehungen zwischen den Gebieten der beiden modernen Staaten können bis auf die Anfangszeit der Zivilisation zurückverfolgt werden. So bestanden Kontakte zwischen dem alten Elam im heutigen Iran und in Sumer. Obwohl Babylonien 539 v. Chr. vom aufstrebenden Perserreich der Achämeniden annektiert wurde, beeinflusste die sumerisch-akkadische Kultur der Mesopotamier die nachfolgenden Reiche der iranischen Stämme der Meder und Perser maßgeblich. Mesopotamien gehörte zum persischen Reich der Achämeniden und später der Sassaniden. Die arabische Eroberung und die beginnende Islamisierung Persiens erfolgte im 7. Jahrhundert und beide Länder gehörten zu den islamischen Großreichen der Umayyaden und der Abbasiden, letzteres wurde von Bagdad aus regiert. Iran und der Irak fielen im 13. Jahrhundert beide an die Mongolen und wurden verwüstet. Im 14. Jahrhundert entstand das mongolische Sultanat der Dschalairiden, das den Irak und Teile Irans kontrollierte. Während der Osmanisch-Persischen Kriegen im 16. und 17. Jahrhundert kämpften Iran bzw. Persien und die Osmanen um den Irak (damals Mesopotamien) und die vollständige Kontrolle über den Schatt al-Arab bis zur Unterzeichnung des Vertrags von Zuhab im Jahr 1639, der erstmals die Grenzen zwischen den beiden Ländern festlegte. Auch danach kam es weiter regelmäßig zu Auseinandersetzungen zwischen den arabischen Stämmen Mesopotamiens und den Persern.

### Zeit nach der Unabhängigkeit des Iraks 1930

Bagdad-Pakt-Staaten

Nach der Unabhängigkeit des Iraks 1930 wurde der Vertrag von Saadabad im Jahre 1937 unterzeichnet, ein Nichtangriffspakt zwischen der Türkei, Iran, dem Irak und Afghanistan. Iran und der Irak einigten sich dabei über ihren Grenzverlauf entlang des Schatt al-Arab, welcher leicht zugunsten Irans modifiziert wurde. In beiden Ländern herrschten in der Zeit nach dem Zweiten Weltkrieg prowestliche Monarchien und 1955 wurden beide Länder Teil des Bagdad-Pakts, einer mit der NATO vergleichbaren antisowjetischen Militärallianz. Der Sturz der Haschemiten im Irak im Jahr 1958 brachte jedoch eine nationalistische Regierung an die Macht, die den Pakt umgehend aufkündigte. Der neue Machthaber Abd al-Karim Qasim forderte die irakische Kontrolle über Kuwait und die von Arabern bewohnte iranische Provinz Chuzestan, was die Beziehungen zu Iran unter Mohammad Reza Pahlavi belastete. Die Iraker begannen, sezessionistische Bewegungen in Chuzestan zu unterstützen und brachten ihre territorialen Ansprüche auf einer Tagung der Arabischen Liga zur Sprache, allerdings ohne Erfolg. Iran begann in Reaktion darauf, die Kurden im Irak gegen die Zentralregierung in Bagdad mit Geldern und Waffen zu unterstützen. Im April 1969 kündigte Iran den Vertrag von 1937 über den Schatt al-Arab und stellte damit die Zahlung von Mautgebühren an den Irak ein, wenn dessen Schiffe die Wasserstraße benutzten. Der Irak drohte deshalb mit Krieg. Doch als am 24. April 1969 ein iranischer Tanker in Begleitung iranischer Kriegsschiffe den Fluss hinunterfuhr, unternahm der Irak – als militärisch schwächerer Staat gegen das vom Westen hochgerüstete Iran – nichts.

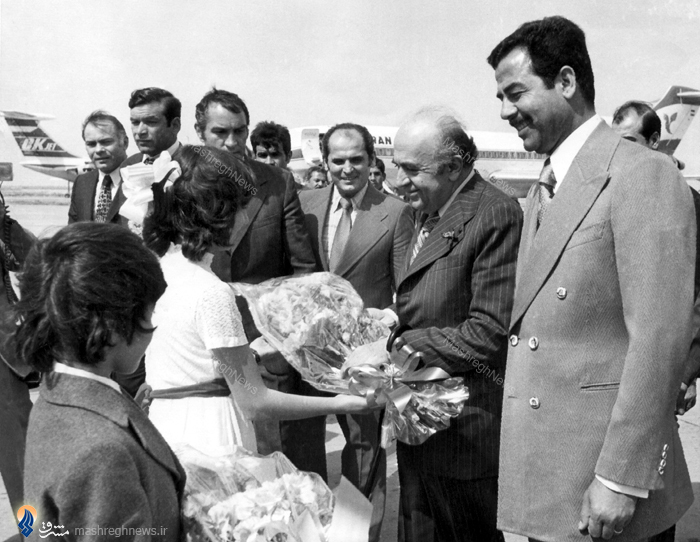
Irans Außenminister Amir Abbas Hoveyda mit Saddam Hussein im Irak (1975)

Nach der Machtergreifung der panarabischen Baath-Partei verschlechterten sich die Beziehungen weiter und 1971 brach der Irak (jetzt unter effektiver Herrschaft von Saddam Hussein) die diplomatischen Beziehungen zu Iran ab, nachdem dieser nach dem Abzug der Briten Souveränitätsrechte über die Inseln Abu Musa und die Tunb-Inseln im Persischen Golf geltend gemacht hatte. Von März 1974 bis März 1975 lieferten sich Iran und der Irak Grenzgefechte wegen der Unterstützung der irakischen Kurden durch Iran. 1975 starteten die Iraker eine Offensive mit Panzern gegen Iran, die jedoch von den Iranern zurückgeschlagen wurde. Knapp 1000 Personen starben auf beiden Seiten. Der bewaffnete Konflikt wurde schließlich durch das Abkommen von Algier vom 6. März 1975 beigelegt. Dabei machte der Irak Konzessionen gegenüber Iran am Schatt al-Arab und Iran stellte im Gegenzug die Unterstützung für die Kurden im Irak ein. Dadurch trat für einige Jahre eine Normalisierung der bilateralen Beziehungen ein.

### Irakisch-iranischer Krieg

Lage der Provinz Chuzestan

Der iranische Schah wurde in der Islamischen Revolution von 1979 gestürzt und durch ein radikales schiitisch-islamistisches Regime unter Ruhollah Chomeini ersetzt. Da das Baath-Regime im Irak die irakischen Schiiten unterdrückte, bestand nun ein großer ideologischer Unterschied zwischen beiden Staaten. Nach einem Anschlag der schiitischen Dawa-Partei auf den irakischen Außenminister Tariq Aziz gaben die Iraker Iran die Schuld. Saddam Hussein zerriss das Abkommen von Algier öffentlich und am 22. September 1980 begann der Irak einen großangelegten Angriff auf Iran, um die erdölreiche Provinz Chuzestan zu erobern. Saddam wurde dabei von der Vorstellung geleitet, dass das revolutionäre Chaos das iranische Militär geschwächt hätte und die iranischen Araber seinen Einmarsch unterstützen würden. Beide Vermutungen erwiesen sich als Fehlannahmen. Nachdem die irakische Offensive 1981 zum Erliegen gekommen war, startete die Islamische Republik Iran eine erfolgreiche Gegenoffensive mit dem Plan, in Bagdad ein freundliches Regime zu installieren. Der von den westlichen Staaten unterstützte Irak setzte chemische Waffen gegen Iraner, irakische Kurden und Marsch-Araber ein, die beschuldigt wurden, den Iran zu unterstützen. Iran schickte massenhaft fanatisierte und indoktrinierte Kindersoldaten in die Schlacht, welche zu Tausenden starben. Knapp eine Million Menschen kamen in dem acht Jahre andauernden Stellungskrieg ums Leben und die wirtschaftliche Entwicklung beider Länder wurde zurückgeworfen. Die Vereinten Nationen (UN) verabschiedeten im Juli 1987 die Resolution 598, in der ein bedingungsloser Waffenstillstand zwischen den beiden Kriegsparteien gefordert wurde. Beide Nationen nahmen die Resolution an und beendeten den Krieg im August 1988.
Obwohl Iran die irakische Invasion in Kuwait verurteilte, nahmen die ehemaligen Feinde im Oktober 1990 wieder diplomatische Beziehungen auf; einen Monat später besuchte der iranische Außenminister Ali Akbar Velayati Bagdad. Im Januar 2002, ein Jahr vor dem von den USA geführten Irakkrieg, verbesserten sich die Beziehungen, als eine iranische Delegation den Irak besuchte, um letzte Verhandlungen zur Beilegung des Konflikts über die Kriegsgefangenen und Vermissten des Krieges zwischen beiden Staaten zu führen.

### Nach 2003

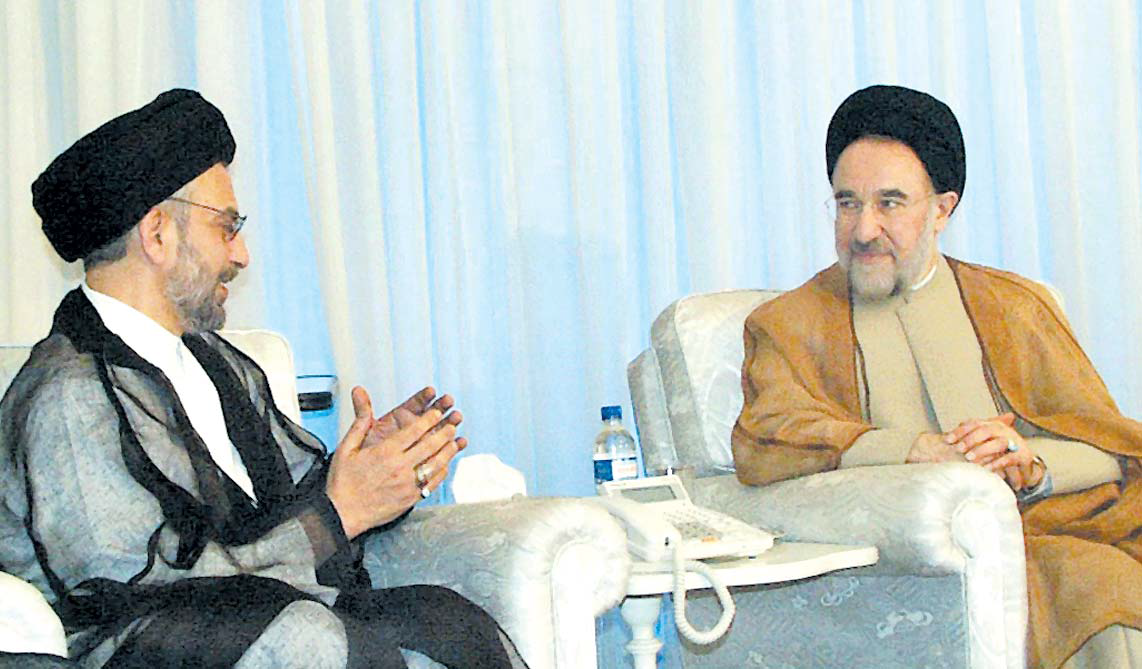
Abdul Aziz al-Hakim und Mohammad Chātami (2003)

Der Irakkrieg wurde von Iran abgelehnt und Iraner unterstützen schiitische Milizen, welche gegen die US-Besatzung des Irak kämpften. Das iranische Regime profitierte allerdings vom Machtvakuum, welches sich aus dem Sturz von Saddam Hussein ergab, so dass Iran als eigentlicher „Gewinner“ des Irakkriegs der Amerikaner bezeichnet wurde. Dabei konnte Iran in der Nachkriegszeit starken wirtschaftlichen und politischen Einfluss ausüben, hauptsächlich durch seine enge Beeinflussung der schiitischen Bevölkerung des Iraks und deren politischer Elite. Auch militärisch nahm Iran Einfluss durch die Aufrüstung pro-schiitischer Milizen, welche auch den Aufstand des sunnitisch-radikalislamistischen Islamischen Staats (IS) bekämpfen. Zu den Verbündeten Irans im Irak gehören die Islamische Dawa-Partei, die Oberste Islamische Rat im Irak und die Badr-Organisation. Der starke iranische Einfluss hat zu Widerständen im Irak geführt, vor allem auf Seiten der Sunniten. 2019 setzten Demonstranten das iranische Konsulat in Nadschaf in Brand. Dies war Teil einer Reihe von Protesten und Brandstiftungen gegen die ausländische Macht, die als zu einflussreich in der lokalen Innenpolitik angesehen wurde. Ein Jahr zuvor war auch schon das iranische Konsulat in Basra angegriffen worden. Auch die USA besorgte der wachsende iranische Einfluss und unter Donald Trump töteten die USA den iranischen General Qasem Soleimani im Januar 2020 auf irakischem Staatsgebiet. Als Reaktion attackierte Iran eine US-amerikanische Militärbasis im Irak in der Operation Märtyrer Soleimani.

## Kulturbeziehungen

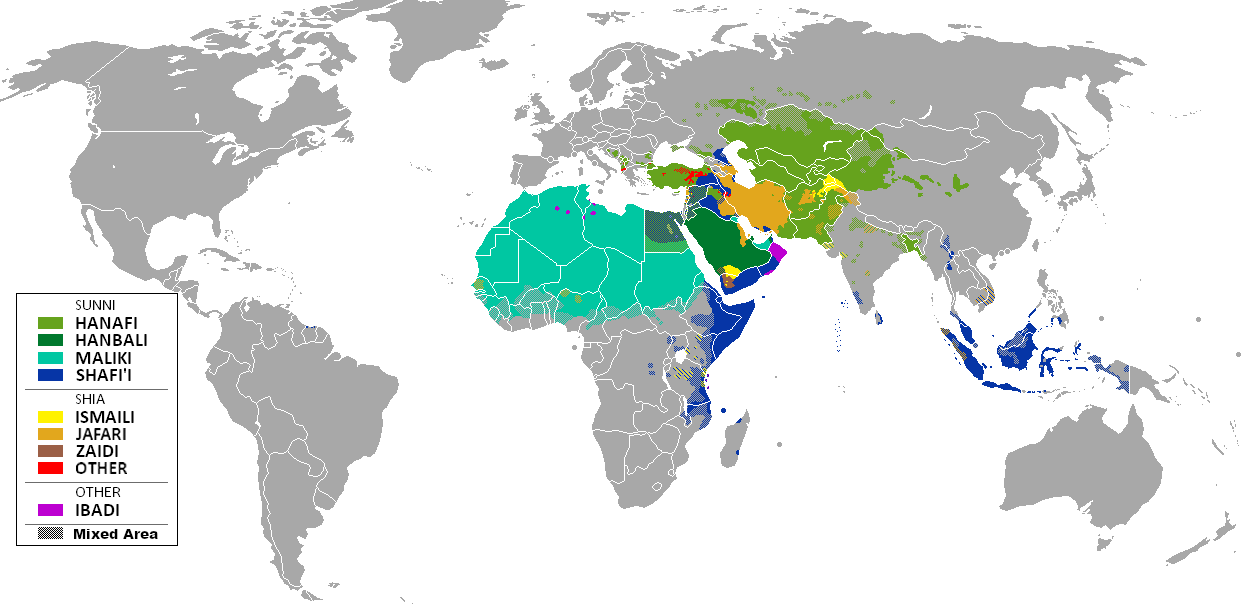
Islamische Konfessionen und Rechtsschulen

Beide Staaten sind Teil des Schiitischen Halbmonds und Schiiten bilden die Bevölkerungsmehrheit in beiden Staaten. Mit der Imam-Ali-Moschee in Nadschaf und dem Imam-Husain-Schrein und der Al-Abbas-Moschee in Kerbela befinden sich mehrere der heiligsten Stätten der Schiiten im Irak. Millionen iranischer Pilger besuchen deshalb jedes Jahr den Irak. Die iranische Regierung hat auch versucht, das religiöse Leben der irakischen Schiiten zu beeinflussen und seine „Form“ des Schiitentums durchzusetzen, allerdings nur mit mäßigem Erfolg, aufgrund von unterschiedlichen schiitischen Rechtsauslegungen in beiden Ländern. Die Beziehungen zwischen Klerikern beider Länder sind dennoch eng. Seit 2003 betreibt Iran den arabischsprachigen Sender al Alam im Irak, der Iran als Schutzmacht des Iraks darstellt und ein positives Bild des Landes vermitteln soll.

## Wirtschaftsbeziehungen
Iran war am Wiederaufbau des Iraks nach dem Irakkrieg beteiligt und wurde ein wichtiger Wirtschaftspartner. 2019 exportierte Iran Güter im Wert von neun Milliarden US-Dollar in den Irak. Das vergleichsweise industrialisierte Iran beliefert den Irak mit zahlreichen Gütern wie Haushaltsgegenständen, Baumaterialien und Fahrzeugen, wobei ein großer Handelsbilanzüberschuss auf iranischer Seite besteht. Die wirtschaftliche Einflussnahme im Irak ist dabei auch Teil der politischen Strategie Irans im Irak.
Wirtschaftlich bedeutend sind außerdem iranische Pilger im Irak, welche dem Land jährlich Einnahmen in Höhe von fünf Milliarden Dollar bescheren.
Im Jahre 2023 beschlossen beide Länder, den bilateralen Handel in Währungen außerhalb des US-Dollars abzuwickeln, um ihn gegenüber wirtschaftlichen Sanktionen der USA zu schützen.